# オレッグ・プルディウス
オレッグ・プルディウス（Oleg Aleksandrovich Prudius、1979年4月27日 - ）は、ウクライナ出身の元プロレスラー、俳優、スタントマン。現役時代は2011年までWWEにウラジミール・コズロフ（Vladimir Kozlov,）のリングネームで所属しており、以降はアレキサンダー・コズロフ（Alexander Kozlov）と名前を変えIGFに参戦をしていた。
旧ソ連出身のレスラーにありがちな反米ギミックはなく、ビッグ・ショーと対峙しても動じない強靭なキャラクターが与えられていた。

## 来歴

### WWE (2006-2011)

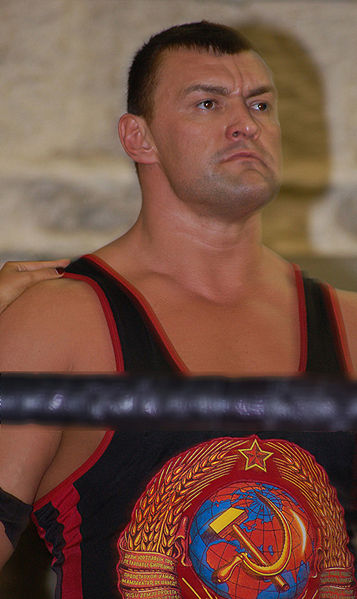
2007年8月

大学時代にはアメリカンフットボールを経験、サンボやキックボクシングで全米チャンピオンになったキャリアを持ち、ジェフ・ジャレットの父親であるジェリー・ジャレットがビンス・マクマホン夫妻に彼を紹介したことによってWWEへと入団。DSWへと送られた。
WWE初登場は2006年12月18日のRAW。ロシアの有名格闘家がWWEを観戦に訪れたという設定で、リングサイドで試合を観戦。マイクを向けられるとロシア訛りで「アイ・ラボ・ダボ・ダボ・イー（I Love WWE）」とだけアピールしていた。

#### 2008年

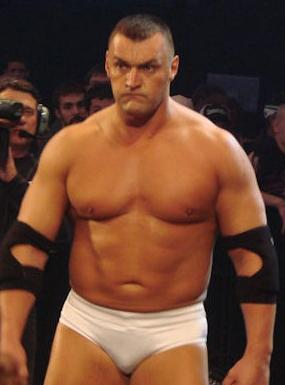
2008年、SmackDown

デビュー戦を飾ったのは2008年4月4日のスマックダウン。入場テーマは無く、場内暗転の中一本のスポットライトのみを浴びて入場するという異例のケースだったが、7月に入ると他のスーパースターと同じように入場テーマと共に入場するようになった。クルーザー級のフナキから大型ヘビー級のフェスタスまで、試合をすれば圧勝しており、2008年を無敗で終えた（ただし、乱入などで勝敗がうやむやになった試合がいくつかあった）。
2008年12月8日に行われたスラミー賞ではエヴァン・ボーンなどを抑え最優秀新人賞に選ばれた。

#### 2009年
初出場となったロイヤルランブル2009では6番目に登場。カリート、MVP、ザ・グレート・カリを連続で落とすなど破竹の勢いを見せたが、直後にトリプルHに落されて退場となった。
2月27日のスマックダウンではジ・アンダーテイカーと対戦し勝利。無敗記録をさらに伸ばしたが、翌週の3月2日のRAWで行われたWrestleMania 25でのテイカーへの挑戦権を賭けたショーン・マイケルズ戦で敗北し無敗記録が途絶えた。
4月13日のRAWで行われたドラフトではスマックダウンからECWへの移籍が決定した。ECW移籍後は抗争相手もおらずジョバーを秒殺していたが、7月ごろから同じくジョバーを秒殺していたエゼキエル・ジャクソンと張り合う。そのまま抗争開始かと思われたが、8月にはエゼキエルと共にウィリアム・リーガルの手下となる。しかし、12月にはエゼキエルと仲違いを起こし、一味から追放された。

#### 2010年
2010年1月のECW内でのエイブラハム・ワシントン・ショー（このときはサンティーノ・マレラがホスト）では気さくな一面を見せる。2月16日のECW最終放送ではリング上に集まっていたヒール達を投げ飛ばしリング上に残っていたシェルトン・ベンジャミンと握手を交わした。
ECW終了後はしばらくTV出演がなかったが3月になりRAWに登場。再びヒールに戻り、またもやウィリアム・リーガルの手下となる。しかし、5月31日のRAWでリーガルと仲間割れ。6月14日のRAWではマレラとのダンス対決でコミカルな一面を見せるなどのヒールとベビーフェイスの中途半端な位置にいたが、6月28日のRAWでリーガルに襲われているマレラを救出し、フェイスターンを果たした。12月6日放送のRAWでマレラとターモイルマッチによるWWEタッグ王座戦に挑戦し、ジョン・シナの介入に助けられ王座を奪取した。

#### 2011年

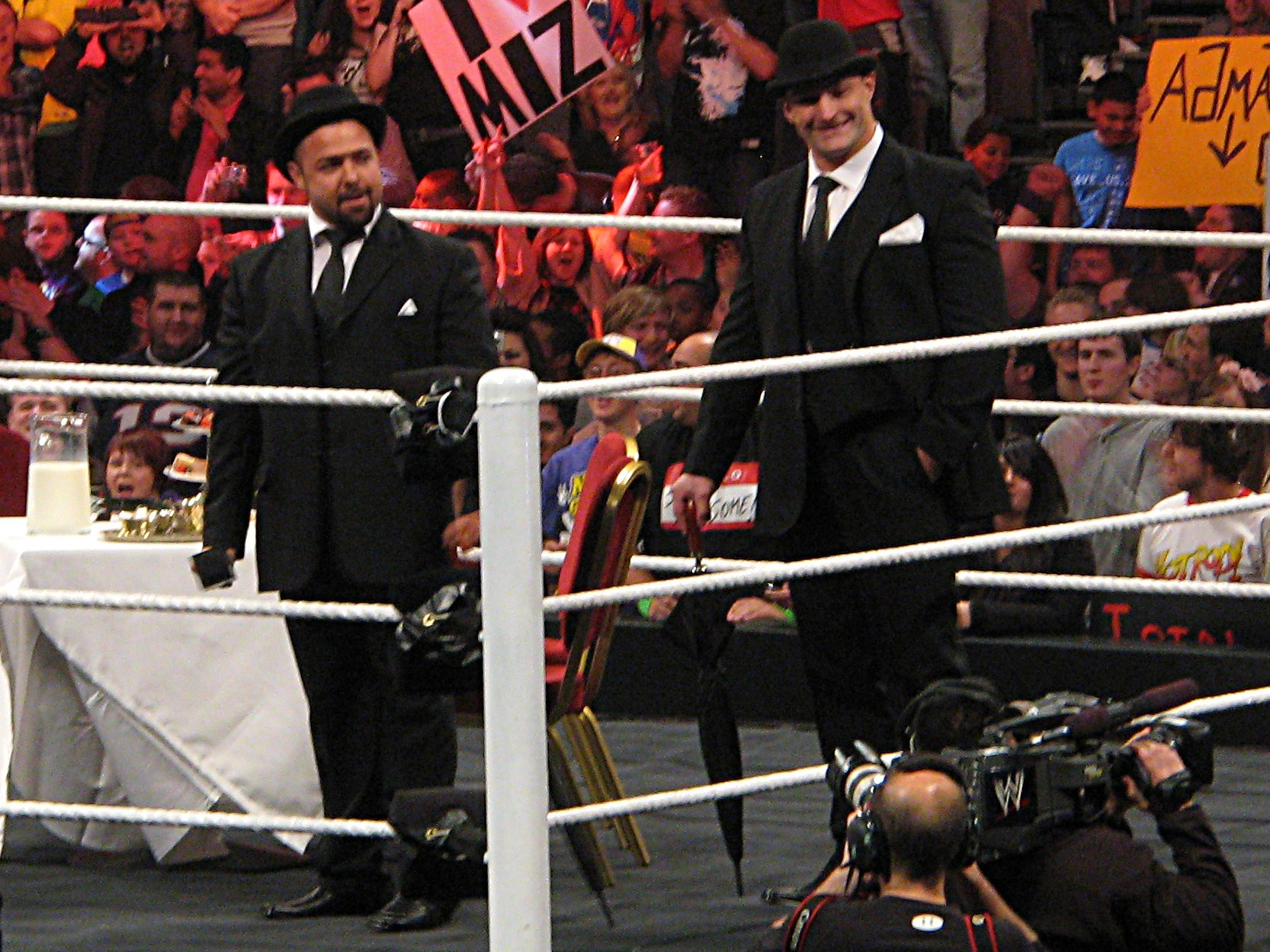
2010年、RAW

タッグ王座を獲得した後も、マレラとのチームワークを生かして挑戦者を退けてきたが2月20日に行われたエリミネーション・チェンバーではザ・コアのヒース・スレイター、ジャスティン・ガブリエル組に王座獲得を許してしまう。またWrestleMania XXVIIではマレラ、ケイン、ビッグ・ショーと組み、コア組と対戦する予定だったが、直前に行われたレッスルマニアアクセスで試合を戦った後にコアが乱入し、アングル上ではあったものの、それで負傷してしまい大会出場が見送りとなった。その一方でNXTシーズン5にプロとして参加。弟子となったコナー・オブライアンにサンボで用いられる投げ技や打撃技を伝授するなど良い師弟関係を築いている(なお前述のアングル上の負傷により4月5日、4月12日放送では左腕を包帯で吊った状態で、4月19日放送では厚めのサポーターを左肘に装着して登場した)。オブライエンの脱落後、JTGとのNXT内での抗争を開始するも8月にWWEから解雇された。

### インディー団体 (2011-2012)
WWE解雇後、日本の団体であるIGFにアレキサンダー・コズロフ（Alexander Kozlov）のリングネームで参戦。9月3日のGENOME 17にて初出場し、エリック・ハマーと対戦するもわずか2分で敗戦。 10月1日、NEW（Northeast Wrestling）にてジェイク・マニングと対戦して勝利。12月2日、IGFのINOKI BOM-BA-YE 2011に出場し、モンターニャ・シウバと対戦するがシウバの暴走ファイトにより大荒れとなってしまいノーコンテスト判定となった。
2012年よりIGFで定アキラ、将軍岡本など経験の浅いレスラーに対して胸を貸し、5月26日のGENOME 20にてIGF王座を保持するジェロム・レ・バンナに挑戦するも敗戦。7月10日、中国の上海にて行われたIGFとK-1の共同開催イベント、1st World Martial Artsにてバンナに再挑戦するも返り討ちにされた。以降、鈴木秀樹、ケンドー・カシン、将軍岡本といった日本人レスラーたちから連勝している。
2012年10月16日に引退を表明。

### 俳優として
プロレスラー引退後は、俳優やスタントマンとして、「ワイルド・スピード ICE BREAK」「ジョンウィック :チャプター2」などに出演。
2017年に公開され、世界で約1000億円の興行収入を記録した、中国のアクション映画「戦狼 ウルフ・オブ・ウォー」にも出演した。

## 得意技
コズロック
リングネームをアレキサンダー・コズロフに変更後のフィニッシャー。
アイアン・カーテン
片膝をクラッチしてからのチョークスラム。2009年からフィニッシュ・ホールドとして使い始めた技。技の入り方はランス・ケイドのスパイン・バスターと似ている。
ロシアン・ラック
ボディスラムのように抱え上げ、首を脇に抱えたまま一旦相手の足を下ろしてから後頭部を叩きつける変形リバースDDT。ジョニー・スミスの「ブリティッシュフォール」とほぼ同型。デビュー数試合はこちらがフィニッシュムーブだった。
ヘッドバット
相手のダイビング技にカウンターで放つときはフィニッシュに繋がる。閂に極めた相手の胸元に連発で打ち込むことも多い。
バタリング・ラム
飛んできた相手やロープ反動で戻ってきた相手にカウンターで突き飛ばす技。
トーチャ・ラック
よく使用する関節技である。

## 入場曲
- Pain

WWE所属時に使用。
- La Vittoria è Mia (Victory Is Mine)

マレラとのタッグ中に使用。
- All for the Motherland

2007年に一度だけ使用。

## 獲得タイトル
WWE
- WWEタッグ王座 : 1回（&サンティーノ・マレラ）

OVW
- OVWヘビー級王座 : 1回

- 全米サンボオープン 100kg超級 優勝